# Boriza povera
Boriza povera är en fjärilsart som beskrevs av William Schaus 1905. Boriza povera ingår i släktet Boriza och familjen tandspinnare. Inga underarter finns listade i Catalogue of Life.